# Rui Gomes da Silva, príncipe de Éboli
Rui Gomes da Silva (Ruy Gómez de Silva, em castelhano; Chamusca, 27 de Outubro de 1516 – Madrid, 29 de Julho de 1573), príncipe de Éboli, duque de Pastrana, de Francavila e de Estremera, conde de Melito e Grande de Espanha, foi um dos principais validos de Filipe II, rei de Espanha, assumindo o lugar de seu camareiro-mor e um papel capital na política espanhola do século XVI.

## Infância na corte imperial
Rui Gomes da Silva era filho de D. Francisco da Silva e de D. Maria de Noronha, senhores de Ulme e da Chamusca. O facto de não ser o primogénito e, como tal, não ter direito a herdar os títulos do pai, levou-o a acompanhar o seu avô, Rui Teles de Menezes, a Espanha, aquando do casamento da Infanta D. Isabel com Carlos V, Imperador Romano-Germânico e Rei de Espanha. De facto, Rui Teles de Menezes era mordomo-mor da casa da infanta, assumindo um papel de grande relevo na corte portuguesa. Após esta viagem, à data da qual tinha apenas dez anos de idade, Rui nunca mais voltaria ao seu país natal. Quando nasce o futuro Filipe II, em 1527, Rui torna-se seu pajem, iniciando então uma sólida amizade com o futuro monarca. Mais tarde, Rui virá a assumir o cargo de camareiro-mor do então Príncipe Filipe, o qual manterá até ao final da sua vida.

## Ascensão ao poder
Quando Filipe ascendeu ao trono, Rui recebeu dele vários cargos e honrarias, dos quais o mais importante foi o de príncipe de Éboli. Estes títulos nobiliárquicos permitiram a Rui ascender socialmente e adquirir notoriedade no seio da corte espanhola, o que constituía uma tarefa complicada para alguém que, embora oriundo de uma antiga família da nobreza portuguesa, a Casa de Silva, provinha de um ramo não titular. Com o passar do tempo, Rui veio a assumir um papel cada vez mais importante na política espanhola, tendo assumido sucessivamente cargos de maior importância, como o de Contador-Mor de Castela e das Índias (que lhe permitiu executar uma reforma fiscal de grande importância), de Sumiller de Corps, de Intendente da Fazenda, de Conselheiro da Guerra, de mordomo-mor do Príncipe Carlos, de ministro do rei e de membro do Conselho de Estado, tendo assumido a liderança deste órgão durante a maior parte da primeira metade do reinado de Filipe II (num cargo que hoje seria equivalente ao de primeiro-ministro). Mais tarde, Filipe atribuir-lhe-ia o título de Grande de Espanha, o mais alto título nobiliárquico do país.

## O Partido Ebolista
Rui era de tal modo poderoso na corte espanhola que era conhecido como Rei Gomes (em vez de Rui Gomes) por entre os membros do corpo diplomático. A sua influência crescente fê-lo entrar em rota de colisão com outro importante membro do Conselho de Estado, o Duque de Alba. De facto, Éboli e Alba defendiam duas visões diferentes para o futuro da Monarquia Espanhola, então a mais poderosa da Europa e do Mundo. Enquanto que Rui apoiava a manutenção do carácter federal da monarquia, com o respeito integral das leis e dos foros dos vários reinos que a constituíam, Alba pretendia promover o centralismo e a unificação da monarquia num único estado, mesmo que esta tivesse que ser imposta pela força das armas e pela repressão. Rui, pelo contrário, privilegiava sempre a via do compromisso e da negociação, procurando resolver os conflitos por via diplomática.
A rivalidade destas duas facções era de tal forma profunda, que se fala com frequência da existência de um Partido Ebolista, ou pacifista, centrado na figura de Rui Gomes e apoiado pela poderosa família dos Mendoza (a que pertencia a mulher de Rui), e o Partido Albista, ou bélico, liderado pelo Duque de Alba. Estes dois partidos defrontaram-se nas várias questões que marcaram a política espanhola durante o reinado de Filipe II, nomeadamente nas sublevações dos Países Baixos Espanhóis. Mais tarde, a facção ebolista acabaria por sair enfraquecida deste confronto, tendo Rui Gomes da Silva optado pelo seu afastamento da corte, retirando-se para as suas propriedades de Pastrana, que havia comprado em 1569.

## Casamento com Ana de Mendonça e de La Cerda
Rui casou-se com Ana de Mendoza, filha dos Condes de Melito e Vice-Reis do Peru e parte da poderosa família dos Mendoza, era ainda considerada uma das mulheres mais belas da corte e da mais alta nobreza castelhana. Rui e Ana casaram-se em 1553, quando ela tinha apenas doze anos, tendo o casamento sido consumado apenas em 1557.
Deste casamento, nasceram dez filhos:
- Diogo (c.1558-1563);
- Ana da Silva e Mendonça (1560-1610?);
- Rodrigo da Silva e Mendonça (1562-1596);
- Pedro da Silva e Mendonça (c. 1563), que morreu em criança;
- Diogo da Silva e Mendonça (1564-1630), Marquês de Alenquer e Conde de Salinas, vice-rei de Portugal durante o domínio filipino;
- Rui da Silva e Mendonça (1565-?);
- Fernando da Silva e Mendonça, (1570-1639), bispo de Siguenza.
- Maria de Mendonça e Maria da Silva (c. 1570), gémeas, morreram em criança.
- Ana da Silva e Mendonça (1573-1614)

A Princesa de Éboli é, ainda hoje, uma figura controversa da história espanhola. Há versões que sustentam que Ana teria sido amante do próprio rei - o que aliás teria favorecido a fulgurante ascensão do marido, Rui Gomes, na corte de Madrid - e, após a morte do marido, amante também de dois dos validos de Filipe II. Certo é que acabou detida e aprisionada por ordem do soberano, vivendo os seus últimos anos enclausurada no seu palácio em Pastrana.
Ao morrer o seu irmão mais velho sem deixar sucessor, Rui herdou as possessões paternas da Chamusca e de Ulme, tendo estes lugares sido elevados a vilas por alvará de 18 de fevereiro de 1561, através da influência por si movida junto do rei de Portugal. Rui viria a morrer doze anos depois, encontrando-se sepultado, juntamente com a sua mulher, na Igreja-Colegiada de Pastrana.

## Curiosidades
O Príncipe de Éboli é ancestral direto da Casa de Bragança por meio da rainha Dona Luísa de Gusmão, filha do 6.º duque de Medina Sidonia e bisneta de Rui Gomes da Silva. E sua mulher, Ana de Mendoza, era descendente de uma nobre portuguesa, D. Mécia de Lemos, filha do 1.º senhor da Trofa e dama da rainha Joana de Castela, que tivera filhos com o célebre Cardeal Mendoza, bisavô da Princesa de Eboli.